# کلاه حصیری (فیلم)
اثبات مرد (人間 の 証明، Ningen no Shōmei) در ایران با نام کلاه حصیری، فیلمی ژاپنی به سال ۱۹۷۷ با بازی جورج کندی و یوساکو ماتسودا و کارگردانی جونیا ساتو است. توسط هاروکی کادوکاوا تهیه شده‌است.

## طرح
یک جوان سیاه‌پوست از نیویورک به نام جانی هیوارد (جو یاماناکا) مبلغی دریافت می‌کند. او لباس‌های جدید می‌خرد و به ژاپن پرواز می‌کند. پس از ورود وی، همزمان با برگزاری نمایش مد توسط کیوکو یاسوگی (ماریکو اوکادا)، در یک آسانسور در هتل توکیو که به‌طور مهلک چاقو خورده، پیدا می‌شود. اداره پلیس، از جمله مونسوئه (یوساکو ماتسودا) و شریک زندگی او (هاجیمه هانا)، برای تحقیق در این مورد می‌آیند. تنها سرنخ آخرین کلمات مرد در حال مرگ «کلاه حصیری» است. در همان زمان، زنی که دارای رابطه نامشروع است، نائومی (بونجاکو هان)، به‌طور تصادفی توسط پسر یاسوگی (کوئیچی ایواکی) زیرگرفته می‌شود. او و دوست دخترش بدن او را در دریا می‌اندازند، اما ساعت خود را در صحنه می‌اندازد. او از اعمال خود آزار می‌یابد و به مادرش کیوکو اعتراف می‌کند که به او پیشنهاد می‌کند با دوست دخترش به نیویورک فرار کند و …

## بازیگران
- جورج کندی - شوفتان
- یوساکو ماتسودا - مونسوئه
- ماریکو اوکادا - کیکو یاسوگی
- بونجاکو هان - نائومی (زن زیرگرفته شده)
- جو یاماناکا - جانی هیوارد
- جانت هتا
- توشیرو میفونه - شوهر یاسوگی
- رابرت ارل جونز - ویلی هیوارد، پدر جانی
- برودریک کرافورد - مافوق شافتن در نیروی پلیس
- کوئیچی ایواکی - پسر یاسوگی
- هیرویوکی ناگاتو - شوهر نائومی
- کوجی وادا: کاوانیشی
- هاجیمه هانا - شریک زندگی
- جونزابوری بان - صاحب چشمه آب گرم

## استقبال
این فیلم با گیشه ۱۵ میلیون دلاری، ¥۲٫۲۵ میلیارد، دومین فیلم پردرآمد تاریخ ژاپن بود.

## موسیقی
آهنگ اصلی با عنوان نینگن‌نو شومی‌نو تِما، با خط «مادر، یادت میاد» فروش ۵۱۷٬۰۰۰ نسخه و رسیدن به رتبه ۲ جدول اوریکون در ژاپن، یک موفقیت برای جو یاماناکا بود. این در کشورهای دیگر آسیایی نیز مورد توجه قرار گرفت. در کشورهای چینی زبان این آهنگ کلاه حصیری قدیمی نام دارد که از متن ترانه گرفته شده‌است.